# Otto Dross
Otto Dross (* 23. Oktober 1861 in Naugard; † 27. Mai 1916 in Stargard in Pommern) war ein deutscher Schriftsteller und Gymnasiallehrer. 

## Leben
Otto Dross wurde am 23. Oktober 1861 in Naugard in Pommern als Sohn eines Lehrers geboren. 
Nach dem Abitur in Dramburg studierte er von 1885 bis 1893 Klassische Philologie und Deutsche Literatur an der Universität Berlin, der Universität Greifswald und der Universität Halle. Danach absolvierte er von bis 1895 den Vorbereitungsdienst für das Lehramt in Kolberg und Stettin. Anschließend wurde Dross Gymnasiallehrer, zuerst in Gollnow, ab 1903 in Stargard in Pommern. Am 20. Dezember 1909 erhielt er den Titel Gymnasialprofessor. Am 27. Mai 1916 starb er in Stargard.  
Otto Dross hatte eine Vorliebe für die Astronomie. Bekannt wurde er als Schriftsteller. Sein letztes Werk, Die Liebelose, wurde 1919 nach seinem Tode veröffentlicht; seitdem aber haben seine Werke keine neuen Auflagen mehr erlebt. 

## Werke (Auswahl)

### Einzelschriften
- Mars. Eine Welt im Kampf ums Dasein. Eine gemeinverständliche Studie für Freunde der Himmelskunde. Hartleben, Wien 1901.
- Der Untergang des Heidekruges. 1908.
- Sühne. Kürschners Bücherschatz, Nr. 946. Hillger, Berlin, Leipzig 1914.
- Die Liebelose. Pommersche Heimatbücher, Band 11. Mallin, Stargard in Pommern 1919.

### Aufsätze
- Georg von Loeper. In: Unser Pommerland. Band 1, 1912/1913, S. 410–413.